# Георги Стоянов (футболист)
Вижте пояснителната страница за други личности с името Георги Стоянов.
Георги Георгиев Стоянов е български футболист, вратар.

## Кариера
Роден е в град Бургас на 30 юли 1993 г. Юноша на бургаските школи на ПФК Нефтохимик и ПСФК Черноморец. След навършване на пълнолетие ПФК „Нефтохимик“ го привлича в състава си за 6 месеца и след това отборът на ФК „Мастер“, където и записва първите си мачове. През сезон 2014 отбора на ФК „Мастер“ се преименува на ПФК „Бургас, а 6 месеца по след това става ПФК Нефтохимик Бургас. През 2015 преминава в ПФК Черноморец 1919 Бургас, където и прекратява състезателната си кариера.
През август 2017 започва работа като треньор в ДЮШ на ПФК Славия.
От сезон 2019/2020 преминава в ДЮШ на ПФК Левски. Влиза в щаба на Георги Тодоров след смяната на Петър Хубчев, както и продължава работа със Славиша Стоянович.